# ديثيلم فيرنر
ديثيلم فيرنر (13 يوليو 1941 - 7 نوفمبر 2023) كان مدربًا ولاعب كرة قدم ألمانيًا.

## مسيرته

### كلاعب
لعب ثمانية مواسم في الدوري الألماني مع فيردر بريمن وروت فايس إيسن. فاز بالدوري الألماني 1964-1965 مع فيردر بريمن. مثل منتخب ألمانيا لكرة القدم في مباراتين وديتين.

### كمدرب
ساعد فيرنر نادي سانت باولي في الصعود لأول مرة إلى الدوري الألماني. وساعد نادي أبولون ليماسول للفوز بالدوري القبرصي الدرجة الأولى خلال موسم 1990–91، وموسم 1993–94. كما ساعد نادي الزمالك في الفوز بدوري أبطال إفريقيا خلال موسم كأس إفريقيا للأندية البطلة 1996.

## الوفاة
في 7 نوفمبر 2023، توفي فيرنر عن عمر يناهز 82 عامًا.